# Zilli (cognome)
Zilli è un cognome di lingua italiana.

## Varianti
Il cognome non presenta varianti. Deriva direttamente dal cognome "gigli".

## Origine e diffusione
Il cognome "Zilli" ha origini antiche e affascinanti. Deriva probabilmente da una variazione dialettale del nome medievale "Gilius". Un esempio di questo nome si trova in un documento del Codice Diplomatico della Lombardia medievale del 1132. La trasformazione in "Zilli" è documentata in un atto del 1362 scritto a Poschiavo, in Ticino, dove viene citato un certo "Zillio fu Gabardo Venosta".
Il cognome Zilli è particolarmente diffuso in Friuli-Venezia Giulia, Veneto ed Emilia Romagna. In Italia, ci sono circa 1441 famiglie con questo cognome. Tracce del cognome si trovano anche a Nogaredo, in Trentino, dove la famiglia Zilli è menzionata tra le famiglie possidenti.